# Cleonus piger
Cleonus piger là một loài bọ cánh cứng trong họ Curculionidae.

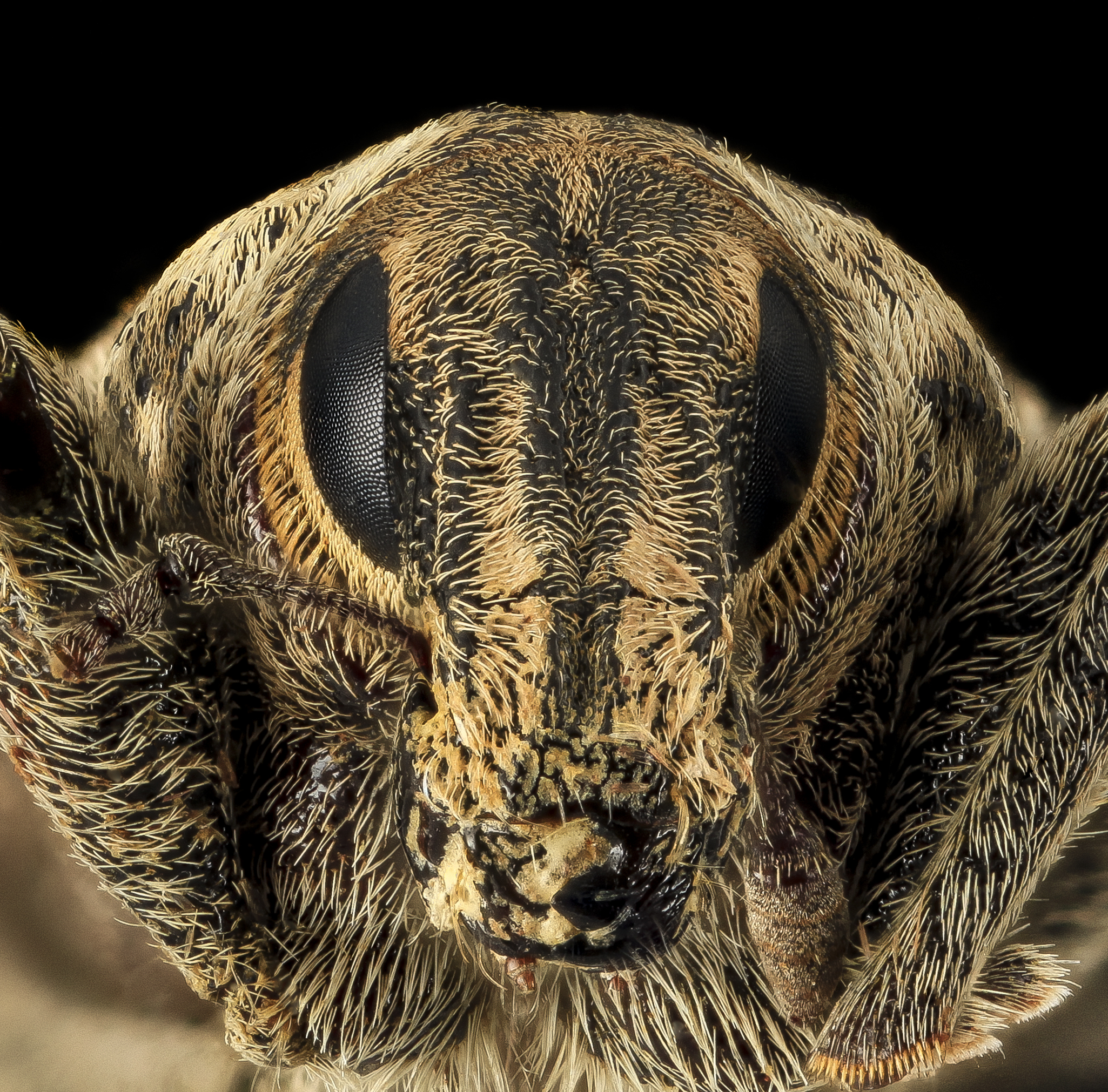
close-up face